# 道の駅野沢温泉
道の駅野沢温泉（みちのえき のざわおんせん）は、長野県下高井郡野沢温泉村にある国道117号の道の駅である。

## 施設
- 駐車場 48台
- トイレ 31器
- 農林産物直売所
- 新物産センター（ショップ、情報コーナー、農家レストラン）
- 地域活性化施設（多目的ホール、地域展示兼交流ホール、試食室、休憩室等）

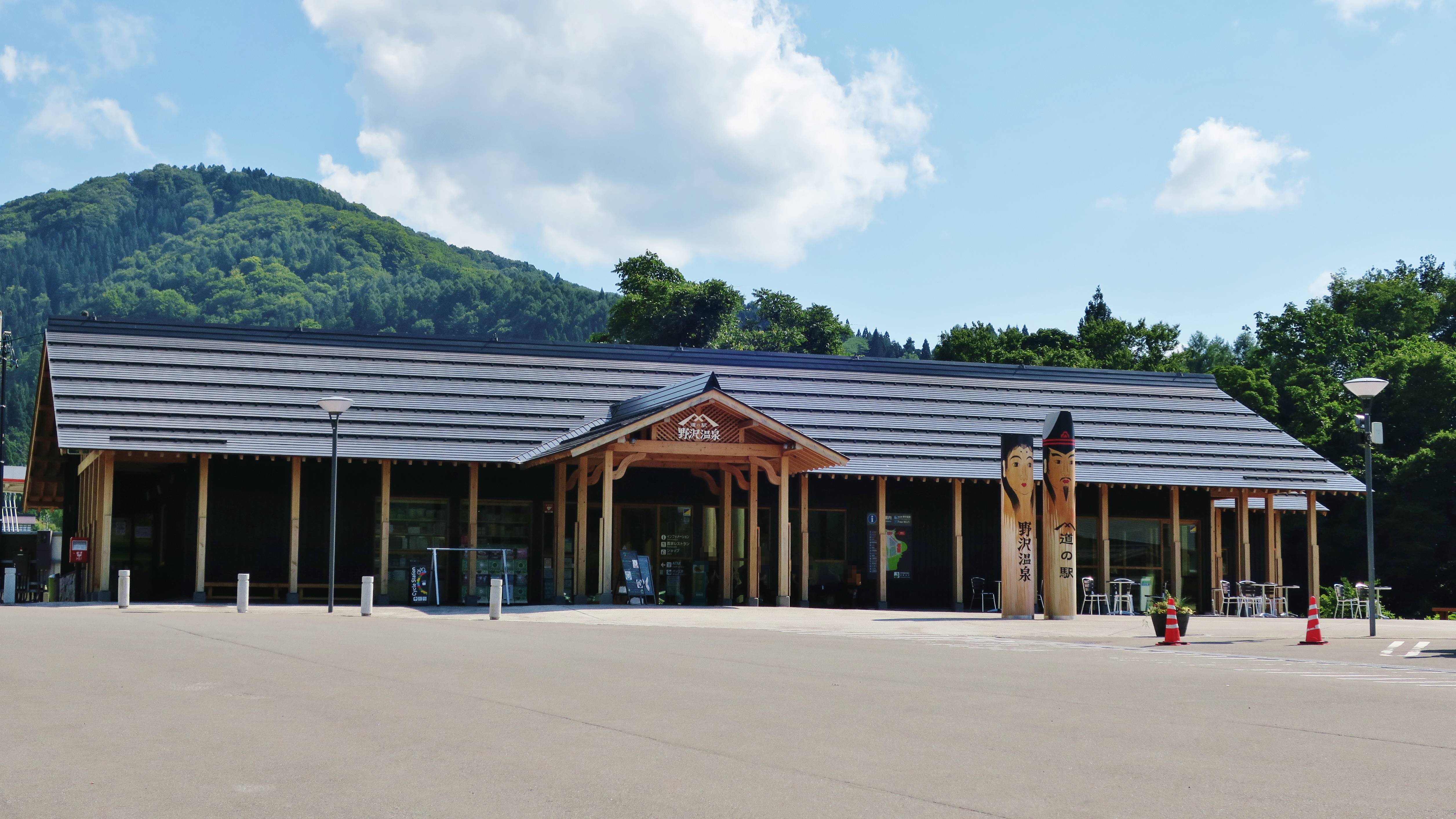
新物産センター
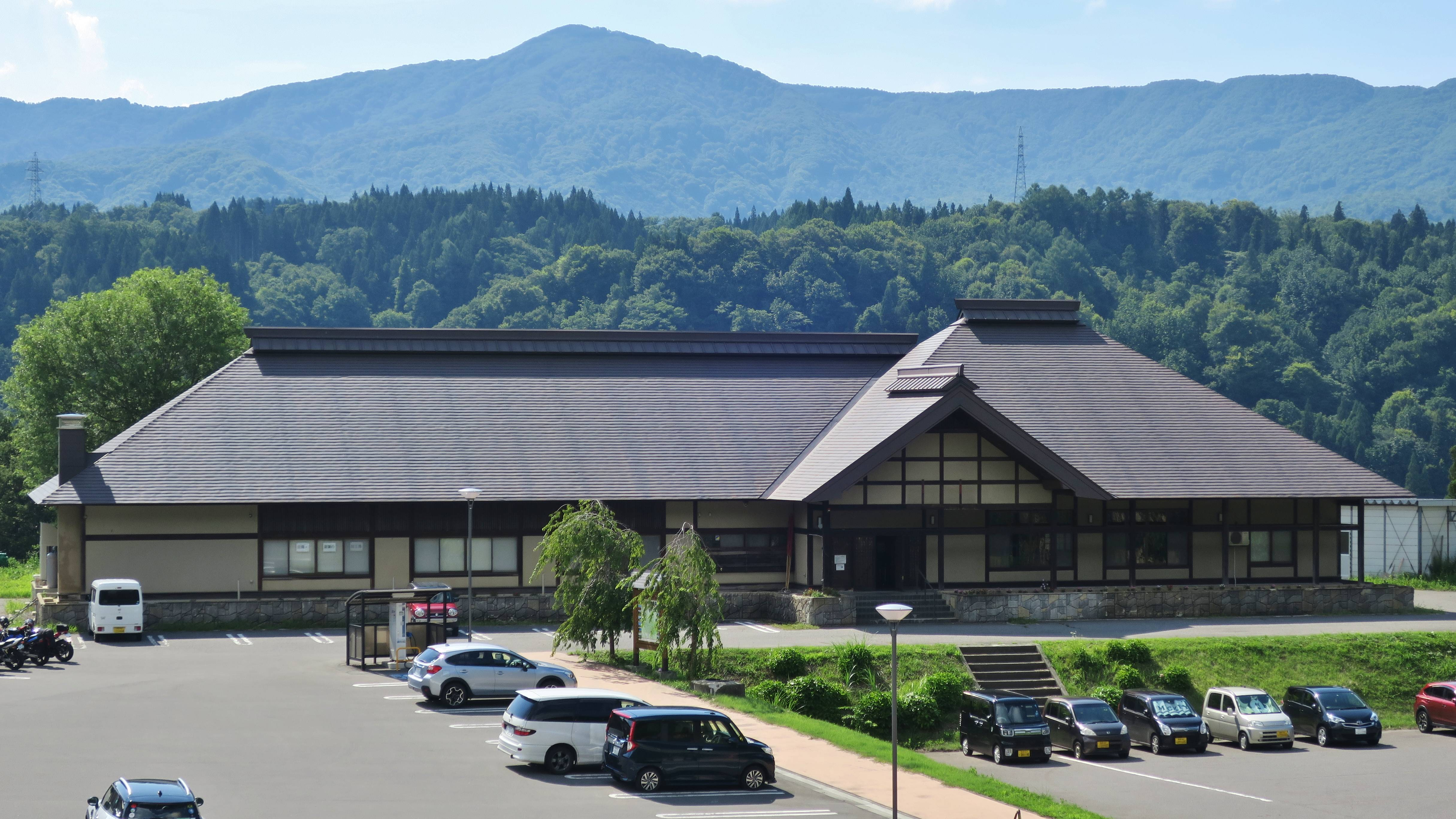
地域活性化施設

## 周辺
- 千曲川
- ENEOS SUN市川SS（ガソリンスタンド）[3]
- JR飯山線・上桑名川駅 - 直線距離で635メートルであるが、市川橋まで迂回して千曲川を渡る必要がある[4]。